# Atemptat de l'Aeroport de Moscou-Domodédovo de 2011
L'atemptat a l'Aeroport de Moscou-Domodédovo de 2011 va tenir lloc a l'Aeroport Internacional de Moscou-Domodédovo a Moscou (Rússia), el 24 de gener del 2011. L'atemptat va matar almenys 31 persones i en va ferir almenys 130 més. L'explosió va afectar l'àrea de recollida d'equipatges a la terminal de l'aeroport. L'autor de l'atemptat va ser un noi de 20 anys del Caucas del Nord.
L'aeroport està situat 40 quilòmetres al sud del centre de Moscou i és utilitzat principalment per treballadors estrangers i turistes. L'explosió va ser seguida d'una caiguda d'un 2% a la borsa de Moscou (MICEX).

## Víctimes
El 25 de gener, l'EMERCOM (Ministeri de Situacions d'Emergència) va publicar la llista de morts.
| País                        | Morts | Ferits |
| --------------------------- | ----- | ------ |
| Rússia                      | 14    | 58     |
| UK                          | 2     | 1      |
| Tajikistan                  | 1     | 6+     |
| Uzbekistan                  | 1     |        |
| Kyrgyzstan                  | 1     |        |
| Moldàvia                    |       | 1      |
| Alemanya                    | 1     | 1      |
| Bulgària                    | 1     |        |
| Eslovàquia                  |       | 1      |
| Sèrbia                      |       | 1      |
| Ucraïna                     | 1     |        |
| Itàlia                      |       | 1      |
| França                      |       | 1      |
| Desconegut / No identificat | 13    | 13     |
| Total                       | 35    | 180    |